# Riccardo Taddei
Riccardo Taddei (ur. 5 września 1980 w Vecchiano) – włoski piłkarz występujący na pozycji napastnika.

## Kariera piłkarska
Riccardo Taddei jest wychowankiem Fiorentiny. W Serie A zadebiutował 7 listopada 1999, w meczu przeciwko Cagliari Calcio. W 2002 roku trafił do Genoi, a rok później przeszedł do Cremonese.
W 2007 roku podpisał kontrakt z Brescią, wówczas grającą w Serie B. W sezonie 2009/2010 jego drużyna wywalczyła awans do Serie A.